# مارجوری بولتون

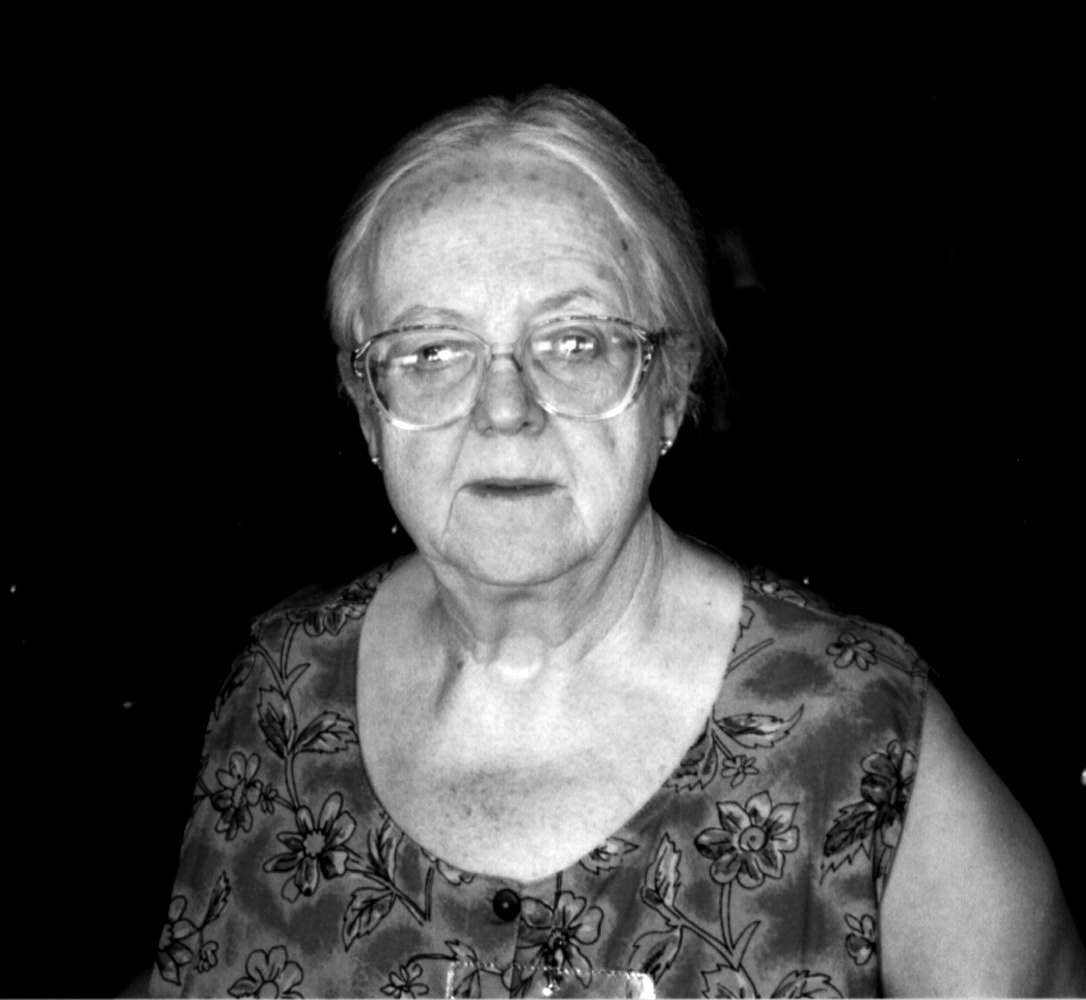
مارجوری بولتون

مارجوری بولتون (به انگلیسی: Marjorie Boulton) (زادهٔ ۱۹۲۴) نویسنده و شاعر و اسپرانتیست بریتانیایی است. او هم به زبان انگلیسی و هم به زبان اسپرانتو فعالیت می‌کند. بولتون به مدت ۲۴ سال ادبیات انگلیسی تدریس می‌کرد و بعد از سال ۱۹۷۰ به صورت تمام وقت روی تحقیقات و نوشتن تمرکز کرد. او در حال حاضر رئیس دو سازمان اسپرانتویی  Kat-amikaro و ODES است.